# 道の駅池田
道の駅池田（みちのえき いけだ）は、長野県北安曇郡池田町にある長野県道51号大町明科線の道の駅である。

## 施設
- 駐車場
  - 普通車：80台
  - 大型車：5台
  - 身障者用：1台
- トイレ
  - 男：13器
  - 女：10器
  - 身障者用：2器
  - 子供用：1器
- 公衆電話：有
- 池田町ハーブセンター
  - 売店
  - 農産物直売所
  - 情報コーナー
  - 休憩コーナー
- 活性化施設「エルブいけだ」
  - 1号館
    - ショップカモミール

  - 2号館
    - ビストロカモミール
- 育苗温室
- 温室ハーブ園
- ハーブ栽培園

### 管理
- 株式会社 てる坊市場[1]

## 休館日
- 12月31日 - 1月3日
- 毎週木曜日（12月 - 2月）

## 周辺
- 高瀬川
- 夢農場ラベンダー園
- 大峰高原白樺の森

## アクセス
- 長野県道51号大町明科線 - 登録路線
- 大糸線穂高駅より池田町営バス安曇野線で約13分、「ハーブセンター」下車。
- 篠ノ井線明科駅より池田町営バス明科線で約13分、「ハーブセンター」下車。